# ꙮ
ꙮ je speciální znak cyrilice, velmi zřídka používaný. Jedná se o písmeno O složené z mnoha tzv. očí. (V Unicode od verze 15.0 deset, původně sedm) Vyskytuje se pouze v jednom slově z církevní slovanštiny, a to ve slově многоꙮчитїи, používaném v slovním spojení серафими многоꙮчитїи, v překladu serafim s mnoha očima. Zde se ꙮ čte jako O. V knize žalmů z roku 1429 ho objevil lingvista a etnograf Jefim Karski.
V Unicode má písmeno ꙮ tento kód: U+A66E